# Karol d’Albret

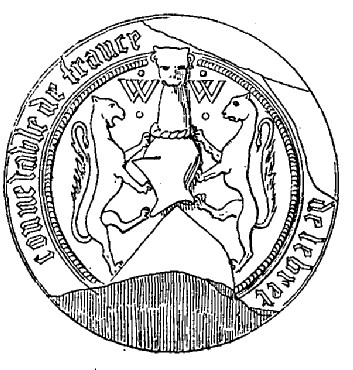

Karol (Charles) d’Albret (zm. 25 października 1415) – konetabl Francji w latach 1402–1411 i 1413–1415. Wojskowy i dowódca armii francuskiej w bitwie pod Azincourt, w której też zginął.
Urodził się w starej rodzinie Gaskończyków jako syn Arnaud, pana Albret i hrabiego Dreux, oraz Małgorzaty de Burbon, córki Piotra de Burbon. Jako młodzieniec walczył pod dowództwem Bertrand du Guesclin. W 1402 król Karol VI Szalony dał mu urząd konetabla Francji. Został on mu jednak odebrany przez partię Burgundczyków, zaraz po tym jak doszła ona do władzy na dworze królewskim. Urząd został mu potem przywrócony w 1413 – przez partię Armaniaków, która kolejno doszła do władzy.
Mimo że był nominalnym dowódcą armii francuskiej, pod Azincourt dowodził razem z marszałkiem Boucicaut. W dzień bitwy tych dwóch świetnych dowódców nie potrafiło zapanować nad lepiej od siebie urodzonymi arystokratami francuskimi i bitwa została przegrana. Karol poległ od strzały, która przebiła jego zbroję.

## Rodzina
27 stycznia 1400 Karol poślubił Marię de Sully, córkę Ludwika de Sully. Miał z nią:
- Joannę d’Albret (1403–1435), od 1422 żonę Jana I de Foix-Grailly, hrabiego Foix, matkę Gastona IV de Foix,
- Karola II d’Albret (1407–1471), pana Albret,
- Wilhelma d’Albret (zm. 1429), pana Orval,
- Jana d’Albret,
- Katarzynę d’Albret, żonę Jana de Montagu, pana Laonu i nieślubnego syna króla Karola V Mądrego.